# Guimarães
Guimarães (gimɐˈɾɐ̃ĩʃ) è un comune portoghese di 159 576 abitanti situato nel distretto di Braga. Il suo territorio comunale è bagnato dalle acque del fiume Ave.
Centro di industrie tessili, di commerci e di artigianato soprattutto di coltelleria e oreficeria, è situata nel verde paesaggio montano del Minho, regione storica del Portogallo. È stata Capitale europea della cultura per il 2012 assieme a Maribor.

## Storia
È di origine celtica e fu chiamata Wimara. Nel X secolo il re Ramiro II di León diede un convento alla contessa Mumadona Dias attorno al quale si consolidò l'insediamento, pertanto la contessa è considerata la fondatrice della città che divenne la capitale della contea di Portucale data nel 1095 da Alfonso VI re di Castiglia e León al genero Enrico di Borgogna che fissò vi la sua residenza. Alla sua morte il figlio Alfonso Henriques si ribellò alla reggenza della madre appoggiata dai sovrani del Leon e si mise a capo di cavalieri che combatterono gli spagnoli del regno per l'indipendenza, che ottenne nel 1128 con la vittoria nella battaglia di São Mamede a pochi chilometri dal castello di Guimarães.
Alfonso Henriques si diede allora a combattere gli Arabi che ancora occupavano il sud e li vinse definitivamente nel 1139 nella battaglia di Ourique. Si fece proclamare re e da lui si fa iniziare il Regno del Portogallo. La prima capitale ufficiale sarà Coimbra e nonostante la conquista di Lisbona nel 1147, quest'ultima divenne capitale solo con il re Alfonso III nel 1255. Grazie all'intraprendenza dei suoi borghesi si sviluppò nel XVI secolo come polo manifatturiero portoghese e tale è tuttora.

## Monumenti
Il centro storico della città è stato iscritto nella Lista dei patrimoni dell'umanità dell'UNESCO nel 2001.
- Castello di Guimarães, innalza le sue mura merlate su una collina detta "Sagrada" per l'importanza storica e simbolica dei suoi monumenti. È uno dei più antichi castelli portoghesi. Vi nacque Alfonso I Henriques, primo re del Portogallo. Costruito nel X secolo è stato rimaneggiato nel XII secolo.

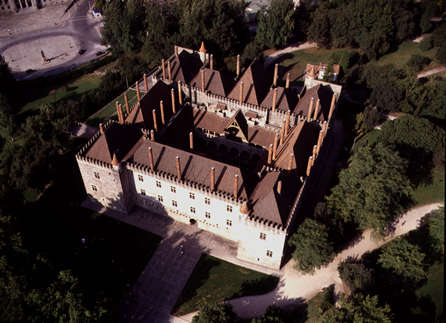
Paço dos Duques de Bragança

- Paço dos Duques de Bragança è l'altro notevole monumento della collina Sagrada, è una massiccia costruzione gotica della prima metà del XV secolo. Fu voluta da Dom Alfonso figlio naturale del re dom Joao I d'Avis quando ottenne per primo il titolo di duca di Bragança nel 1483. Quando morì il suo successore il castello passò alla corona ma non fu utilizzato e andò in rovina, Alla fine dell'Ottocento divenne una caserma e subì una profonda ristrutturazione. È stato restaurato nel 1935 e una sua ala è riservata alla Presidenza della Repubblica, il resto è utilizzato per mostre e manifestazioni culturali.
- Nossa Senhora de Oliveira è una chiesa ricostruita nel XIV secolo sui resti dell'antico monastero di Numadona e molto rimaneggiata nei successivi secoli.

## Infrastrutture e trasporti
Il trasporto pubblico urbano è gestito dalla Transportes Urbanos de Guimarães che gestisce 21 linee di autobus. Il principale scalo ferroviario è la Stazione di Guimarães.

## Dintorni
- Caldas das Taipas cittadina termale a 8 km verso Braga
- Pousada Santa Marinha da Costa a 1 km a est, installata in quello che fu il monastero di Santa Marinha da Costa[1], antico convento con chiesa del XIII secolo, ricostruito nel XVIII. Fa parte della rete delle Pousadas de Portugal ed è classificata come Pousada Storica. Nel 1977 viene avviato l'adattamento del monastero a funzione di pousada (locanda), secondo il progetto dell'architetto portoghese Fernando Távora.
- Citânia de Briteiros a 15 km a nord e una interessante zona archeologica coi resti di un antico insediamento dei Celti-Iberi che nel VI secolo a.C. occupavano il territorio fra i fiumi Douro e Minho.

## Società

### Evoluzione demografica
| Popolazione di Guimarães (1801 – 2004) | Popolazione di Guimarães (1801 – 2004) | Popolazione di Guimarães (1801 – 2004) | Popolazione di Guimarães (1801 – 2004) | Popolazione di Guimarães (1801 – 2004) | Popolazione di Guimarães (1801 – 2004) | Popolazione di Guimarães (1801 – 2004) | Popolazione di Guimarães (1801 – 2004) | Popolazione di Guimarães (1801 – 2004) | Popolazione di Guimarães (1801 – 2004) | Popolazione di Guimarães (1801 – 2004) | Popolazione di Guimarães (1801 – 2004) | Popolazione di Guimarães (1801 – 2004) | Popolazione di Guimarães (1801 – 2004) | Popolazione di Guimarães (1801 – 2004) | Popolazione di Guimarães (1801 – 2004) | Popolazione di Guimarães (1801 – 2004) | Popolazione di Guimarães (1801 – 2004) | Popolazione di Guimarães (1801 – 2004) |
| -------------------------------------- | -------------------------------------- | -------------------------------------- | -------------------------------------- | -------------------------------------- | -------------------------------------- | -------------------------------------- | -------------------------------------- | -------------------------------------- | -------------------------------------- | -------------------------------------- | -------------------------------------- | -------------------------------------- | -------------------------------------- | -------------------------------------- | -------------------------------------- | -------------------------------------- | -------------------------------------- | -------------------------------------- |
| 1801                                   | 1849                                   | 1864                                   | 1878                                   | 1890                                   | 1900                                   | 1911                                   | 1920                                   | 1930                                   | 1940                                   | 1950                                   | 1960                                   | 1970                                   | 1981                                   | 1991                                   | 2001                                   | 2004                                   | 2006                                   |                                        |
| 47465                                  | 46619                                  | 44188                                  | 46277                                  | 49738                                  | 54910                                  | 58997                                  | 56359                                  | 43454                                  | 65417                                  | 82120                                  | 97064                                  | 116272                                 | 121145                                 | 146959                                 | 157589                                 | 159576                                 | 161876                                 | 162572                                 |

## Suddivisioni amministrative
Dal 2013 il concelho (o município, nel senso di circoscrizione territoriale-amministrativa) di Guimarães è suddiviso in 48 freguesias principali (letteralmente, parrocchie).

### Freguesias

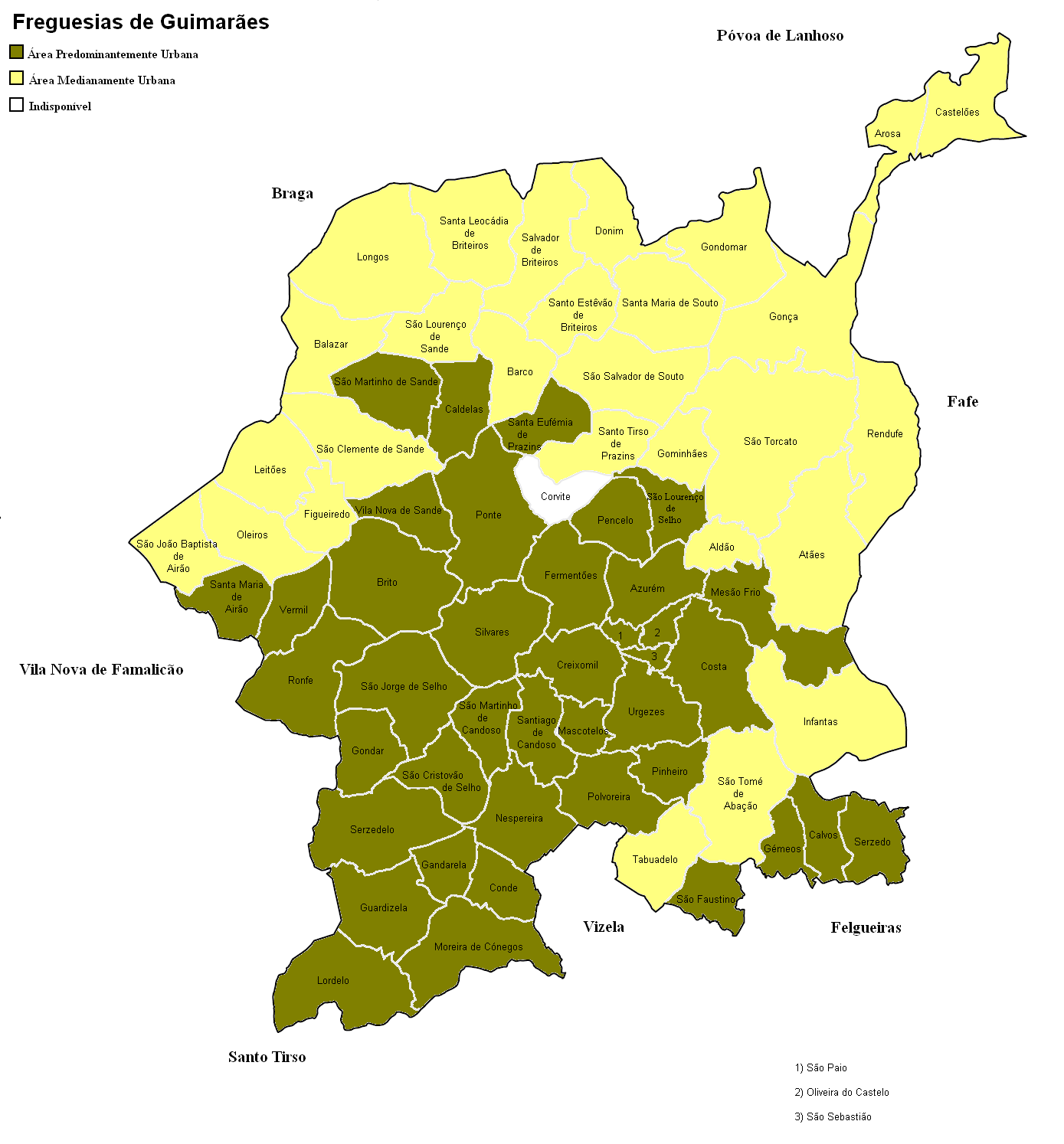
Mappa delle freguesias di Guimarães

1. Alameda de São Dâmaso (Guimarães): Guimarães (Oliveira do Castelo), Guimarães (São Paio), Guimarães (São Sebastião)
2. Candoso (Santiago): Candoso (Santiago), Mascotelos
3. Airão (Santa Maria): Airão (Santa Maria), Vermil, Airão (São João Baptista)
4. Sande (Vila Nova): Sande (Vila Nova), Sande (São Clemente)
5. Abação (São Tomé): Abação (São Tomé), Gémeos
6. Atães: Atães, Rendufe
7. Tabuadelo: Tabuadelo, São Faustino, anteriormente São Faustino de Vizela
8. Conde: Conde, Gandarela
9. Selho (São Lourenço): Selho (São Lourenço), Gominhães
10. Serzedo: Serzedo, Calvos
11. Briteiros (Santo Estêvão): Briteiros (Santo Estêvão), Donim
12. Souto (Santa Maria): Souto (São Salvador), Souto (Santa Maria), Gondomar
13. Prazins (Santo Tirso): Prazins (Santo Tirso), Corvite
14. Briteiros (Salvador): Briteiros (Salvador), Briteiros (Santa Leocádia)
15. Sande (São Lourenço): Sande (São Lourenço), Balazar
16. Leitões: Leitões, Oleiros, Figueiredo
17. Arosa: Arosa, Castelões
18. Aldão
19. Azurém
20. Barco
21. Brito
22. Caldelas (città di Caldas das Taipas)
23. Candoso (São Martinho)
24. Costa
25. Creixomil
26. Fermentões
27. Gonça
28. Gondar
29. Guardizela
30. Infantas
31. Longos
32. Lordelo
33. Mesão Frio
34. Moreira de Cónegos
35. Nespereira
36. Pencelo
37. Pinheiro
38. Polvoreira
39. Ponte
40. Prazins (Santa Eufémia)
41. Ronfe
42. Sande (São Martinho)
43. São Torcato (AMU)
44. Selho (São Cristóvão)
45. Selho (São Jorge) (città di Pevidém)
46. Serzedelo
47. Silvares
48. Urgezes

## Amministrazione

### Gemellaggi
- Londrina, dal 1987
- Mé-Zóchi, dal 1989
- Brive-la-Gaillarde, dal 1993
- Igualada, dal 1995
- Tacoronte, dal 1997
- Tourcoing, dal 1997
- Rio de Janeiro, dal 1999
- Kaiserslautern, dal 2000
- Colonia del Sacramento, dal 2001
- Compiègne, dal 2006
- Ribeira Grande de Santiago, dal 2007

## Sport
Le principali squadre di calcio locali sono il Vitória Sport Clube (conosciuto principalmente come Vitória Guimarães) ed il Moreirense.